# Exocentrus leucostriatus
Exocentrus leucostriatus là một loài bọ cánh cứng trong họ Cerambycidae.